# NGC 4217
NGC 4217 (другие обозначения — UGC 7282, MCG 8-22-87, ZWG 243.53, PGC 39241) — спиральная галактика (Sb) в созвездии Гончие Псы.
Этот объект входит в число перечисленных в оригинальной редакции «Нового общего каталога».
Галактика NGC 4217 входит в состав группы галактик M109. Помимо NGC 4217 в группу также входят ещё 42 галактики.